# Kalasha (vasija)

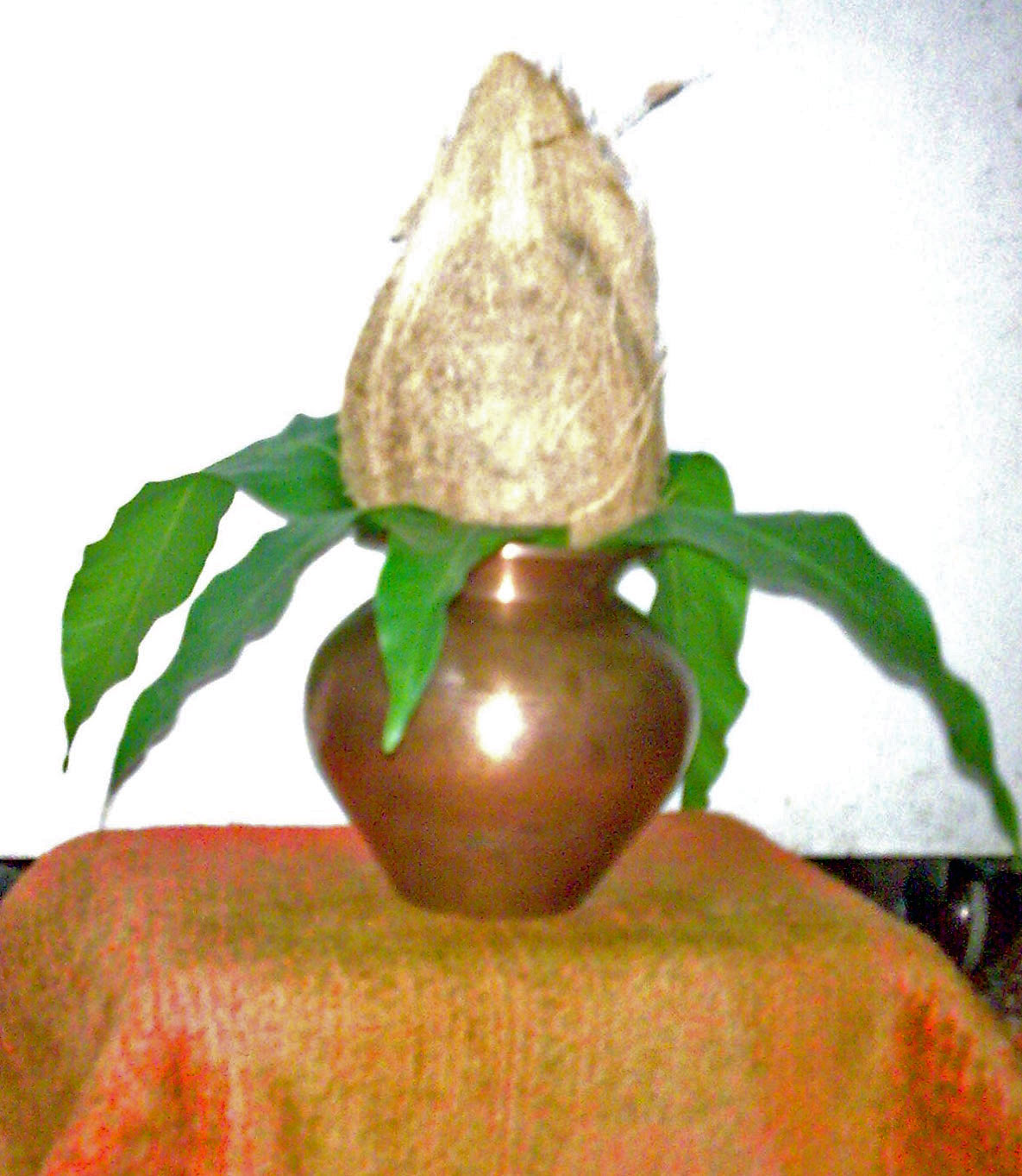
El Purna-Kalasha

Un kalasha, también escrito kalash o kalasa, también llamado ghat o ghot (en sánscrito: कळश   kalaśa, kannada: ಕಳಶ literalmente "jarra, olla"), es una olla de metal (latón, cobre, plata u oro) con una base grande y una boca pequeña, lo suficientemente grande como para contener un coco.
A veces, "kalasha" también se refiere a una olla llena de agua y cubierta con una corona de hojas de mango y un coco. Esta combinación se usa a menudo en los ritos hindúes y se representa en la iconografía hindú. Todo el arreglo se llama Purna-Kalasha ( पूर्णकलश ), Purna-Kumbha ( पूर्णकुम्भ ), o Purna-ghata ( पूर्णघट ). Cada uno de estos nombres significa literalmente "recipiente lleno o completo" cuando se hace referencia a la olla como Kalasha.
A veces, el Kalasha se llena con monedas, granos, gemas, oro o una combinación de estos elementos en lugar de agua. La corona de 5, 7 u 11 hojas de mango se coloca de manera que las puntas de las hojas toquen el agua en el Kalasha. El coco a veces se envuelve con una tela roja e hilo rojo; la parte superior del coco (llamada Shira, literalmente "cabeza") se mantiene descubierta. Un hilo sagrado está atado alrededor de la olla de metal. El Shira se mantiene de cara al cielo.
El Kalasha es visto como un objeto auspicioso en el jainismo. El Kalasha se utiliza como objeto ceremonial y como motivo decorativo en el arte y la arquitectura de la India. El motivo Kalasha se utilizó en la decoración de bases y capiteles de pilares del siglo V.

## En el hinduismo

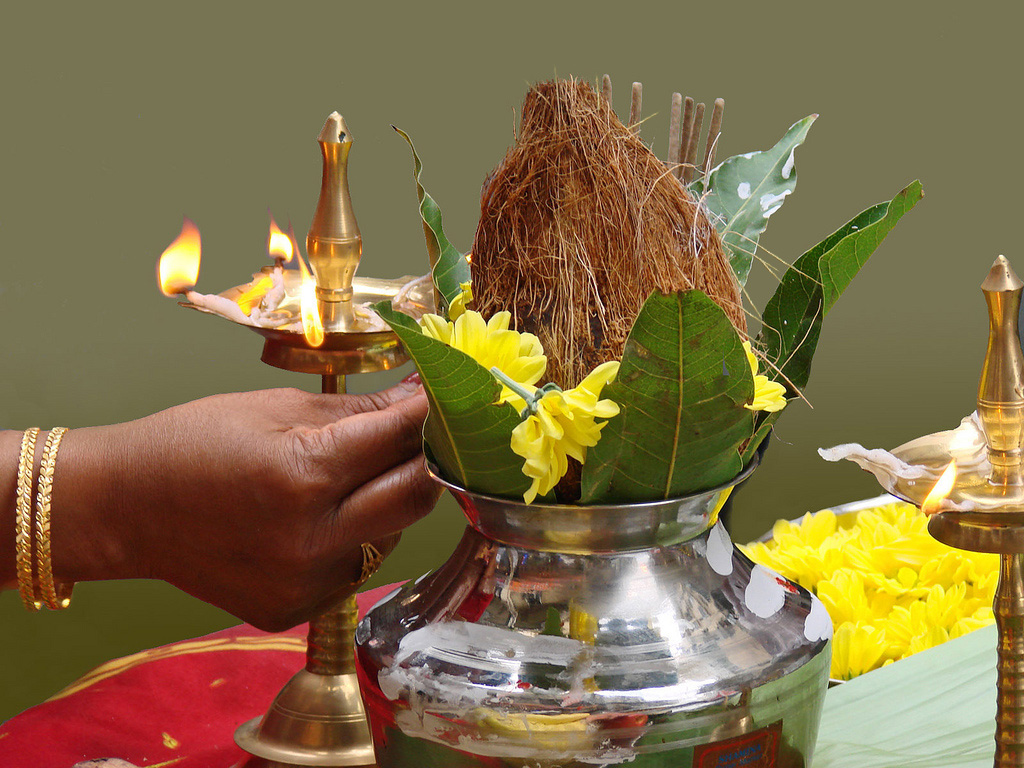
Adoración de un Kalasha

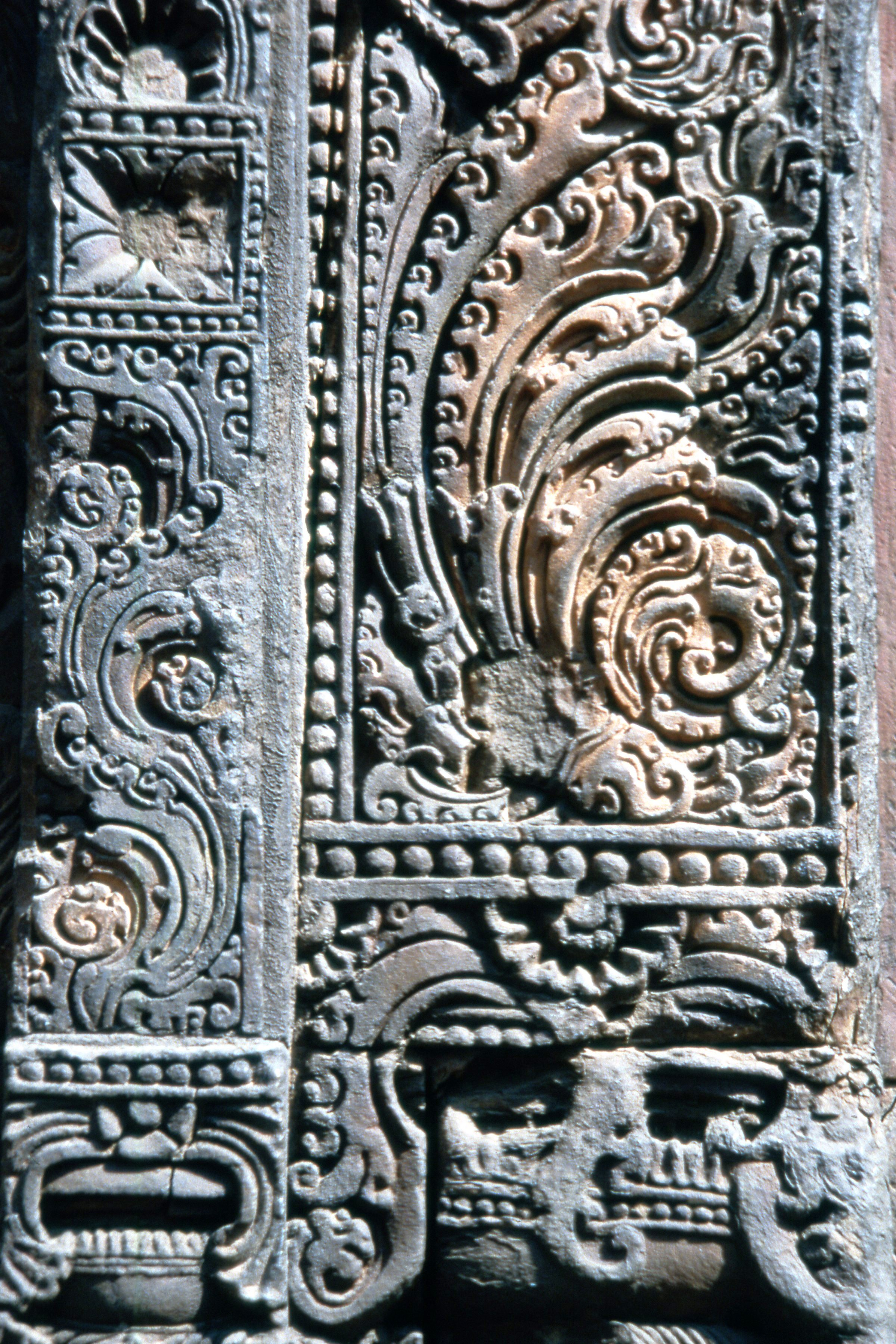
Detalle de relieve en el templo Baitala Deula con el símbolo de Purna Kalasha rodeado de guirnaldas.

El Purna-Kalasha (es decir, el arreglo completo) es considerado un símbolo de abundancia y "fuente de vida" en los Vedas. Purna-Kumbha es preeminentemente un motivo védico, conocido desde la época del Rigveda. También se le llama Soma-Kalasha, Chandra-Kalasha, Indra-Kumbha, Purnaghata, Purna-Virakamsya, Bhadra ghata o Mangala ghata. Se le conoce como "jarrón rebosante lleno" (purno-asya Kalasha) en los Vedas.
Se cree que el Kalasha contiene amrita, el elixir de la vida y, por lo tanto, se considera un símbolo de abundancia, sabiduría e inmortalidad. El Kalasha se ve a menudo en la iconografía hindú como un atributo, en manos de deidades hindúes como el dios creador Brahma, el dios destructor Shiva como maestro y la diosa de la prosperidad Lakshmi.
Se cree que el Purna-Kalasha es un símbolo de buenos augurios que encarna a Ganesha, el eliminador de obstáculos, o a su madre Gauri, la diosa de la generosidad doméstica o Lakshmi. El Purna-Kalasha es venerado en todas las festividades hindúes relacionadas con el matrimonio y el parto, como diosa madre o Devi. En este contexto, la olla de metal o Kalasha representa las cosas materiales: un recipiente de fertilidad - la tierra y el útero, que nutre y nutre la vida. Las hojas de mango asociadas con Kama, el dios del amor, simbolizan el aspecto placentero de la fertilidad. El coco, un cultivo comercial, representa prosperidad y poder. El agua en la olla representa la capacidad de dar vida de la Naturaleza.
A veces, una cara plateada o de bronce de la Diosa se coloca sobre el coco del Purna-Kalasha. De esta forma, el Purna-Kalasha simboliza a la Diosa como la manifestación de la madre tierra con su agua, minerales y vegetación. Este método de Kalash puja (adoración) también ha llegado a Vishnu en funciones domésticas.
El Purna-Kalasha también se adora en ceremonias hindúes como Griha Pravesha (inauguración de la casa), nombramiento de niños, havan (sacrificio de fuego), rectificación de Vaastu dosha y adoración diaria.
Otras interpretaciones del Purna-Kalasha se asocian con los cinco elementos o los chakras. La base ancha de la olla de metal representa el elemento Prithvi (Tierra), el centro expandido - Ap (agua), el cuello de la olla - Agni (fuego), la apertura de la boca - Vayu (aire), y las hojas de coco y mango - Akasha (éter). En contextos de chakras, el Shira (literalmente "cabeza") - la parte superior del coco simboliza el chakra Sahasrara y el Moola (literalmente "base") - base de Kalasha - el chakra Muladhara.
Se coloca un kalash con los debidos rituales en todas las ocasiones importantes. Se coloca cerca de la entrada como señal de bienvenida.

## En el jainismo

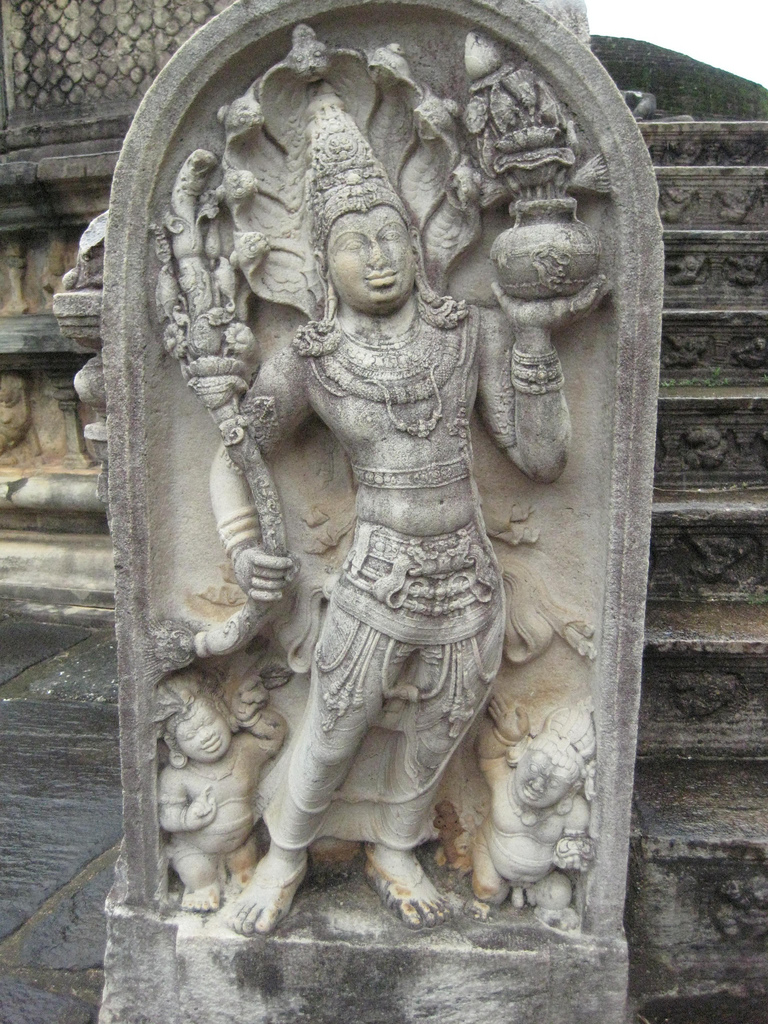
Piedra muragala budista que representa a Naga-raja sosteniendo a Pūrṇakumbha con flores de loto, ca. 600, Sri Lanka.

El Kalasha está incluido en las listas Ashtamangala de las sectas del jainismo Svetambara y Digambara. Se representan dos ojos alrededor del Kalasha, que simbolizan la fe correcta y el conocimiento correcto. Se utiliza para ceremonias religiosas y sociales. Se usa en los templos cuando se adoran ciertas imágenes. Cuando uno ingresa a un nuevo hogar es costumbre llevar la kalasha en la cabeza recitando mantras. Esta ceremonia se realiza para dar la bienvenida a la gracia y la felicidad en el nuevo hogar. Aparecen por primera vez en piedra en el período del Imperio Kushan (65-224 dC). Es un símbolo de auspiciosidad.

## En heráldica
El Kalasha es parte del emblema estatal oficial del estado de Andhra Pradesh en la India.

## Referencias

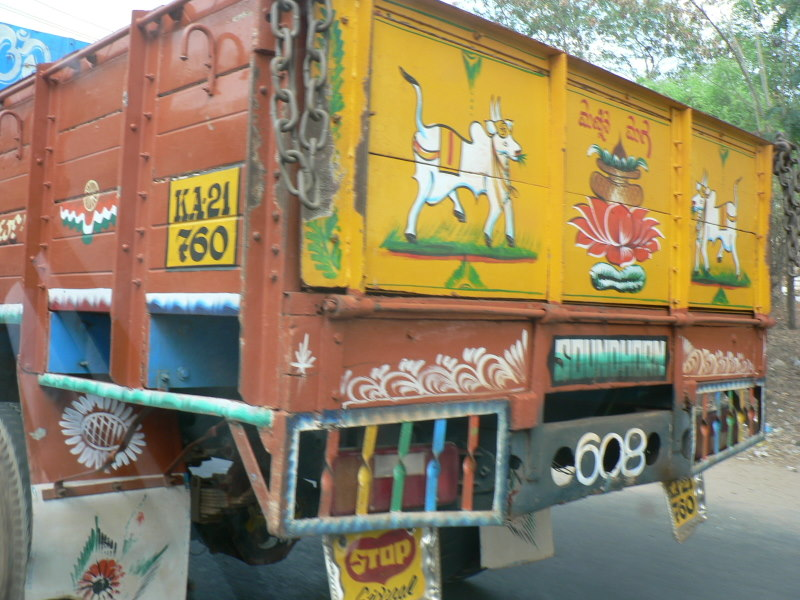
El símbolo de Purna-Kalasha pintado, entre dos vacas, en la parte trasera de un camión en India